# Tom Berenger
Thomas Michael Moore (Chicago, 31 de mayo de 1949), conocido como Tom Berenger, es un actor y productor estadounidense. La prensa especializada ha resaltado su versatilidad por los papeles que escoge, aunque en ocasiones se le ha descrito como un actor «limitado». Durante una época, además, ganó repercusión por su consideración de símbolo sexual. En el medio no solo ha trabajado de intérprete, ya que también se ha desempeñado como productor de cine y televisión y fue guionista de la serie de USA Network Peacemakers, que se emitió en 2003. 
Su interés por la profesión despertó durante su estadía en la Universidad de Misuri, cuando participó en una representación de la obra ¿Quién teme a Virginia Woolf?, y después de graduarse comenzó a trabajar en producciones off-Broadway. Entre 1975 y 1976, desempeñó el papel de Tim Siegel en la serie de la ABC One Life to Live. Frecuentemente comparado con Paul Newman por su aspecto físico, su debut cinematográfico se produjo en 1977 en la película de terror The Sentinel, en un papel de poca trascendencia. Consiguió mayor notoriedad trabajando en filmes como Los primeros golpes de Butch Cassidy y Sundance Kid (1979) y Reencuentro (1983), que recibió tres nominaciones al premio Óscar, y su salto definitivo a la fama vino de la mano de Oliver Stone con Platoon (1986), donde interpretó al sargento Bob Barnes. Por ese trabajo, se lo galardonó con un Globo de Oro y se lo nominó al Óscar, ambos a mejor actor de reparto. 
Después de eso, encarnó al cácher Jake Taylor en Major League (1989) y su secuela y al sargento Tom Beckett en la película bélica Sniper (1993), cuyo éxito derivó en otras siete entregas. Al mismo tiempo, recibió una nominación al premio Primetime Emmy por su participación como invitado en la serie de la NBC Cheers y coprotagonizó el thriller erótico Sliver, que fue duramente criticado y por el que fue candidato al Golden Raspberry. Entre 1993 y 1997, participó en tres producciones históricas para TNT: Gettysburg, The Avenging Angel y Rough Riders. A partir de la década de 2000, comenzó a trabajar mayoritariamente en telefilmes y en películas distribuidas directamente para video, con participaciones aisladas en las aclamadas Día de entrenamiento (2001) e Inception (2010). Además, en 2012 ganó el Primetime Emmy a mejor actor de reparto - Miniserie o telefilme por interpretar al antagonista Jim Vance en la miniserie histórica Hatfields & McCoys.

## Biografía

### Inicios en la actuación
Thomas Michael Moore nació el 31 de mayo de 1949 en Chicago, en el seno de una familia católica, y tiene una hermana menor. Su madre era ama de casa y su padre, quien murió a mediados de la década de 1970, fue impresor del Chicago Sun Times hasta que lo dejó para trabajar vendiendo equipos de impresión, lo que hizo que Berenger lo viera poco durante su infancia. En su juventud, planeó unirse al Ejército, pero desistió cuando cursaba el tercer año de secundaria. Tiene ascendencia irlandesa por parte paterna; su bisabuelo nació allí y se trasladó a Chicago para trabajar de policía. Berenger fue a la Rich East High School, de la que egresó en 1967, y a la Universidad de Misuri, donde estudió periodismo, destacó en deportes y se interesó en la actuación al participar en la obra ¿Quién teme a Virginia Woolf? Se graduó en 1971 y por aquella época vivió en sitios tales como Kansas City, Dallas y, durante varios meses, Puerto Rico. A mediados de la década de 1970, se estableció en el barrio neoyorquino de Queens para prosperar como actor y audicionó en el Teatro Público frente a Joseph Papp, pero lo rechazaron porque consideraron que no tenía el aspecto duro que buscaban. Su seudónimo, Tom Berenger, proviene de un amigo suyo y debió utilizarlo porque ya había un actor con su nombre en el sindicato Equity. Para mantenerse, a mediados de 1974 trabajó en Eastern Airlines, LLC en un puesto que le dejaba poco dinero. Otros empleos que tuvo fueron editor de películas de 16 mm y botones de un hotel, antes de comenzar su carrera participando en muchos comerciales de televisión y actuando en obras off-Broadway. En 1975, mientras se encontraba estudiando actuación en el HB Studio, consiguió el papel de Tim Siegel en la longeva serie de la ABC One Life to Live, donde estuvo un año y su personaje destacó por ser parte de la primera familia judía incluida en un programa transmitido a la tarde. Su principal objetivo era ganar experiencia y dejar los comerciales, porque consideraba que su forma de actuar era demasiado perfeccionista para ese medio. Estudió, además, improvisación y esgrima.
Por ese papel se lo contrató para el telefilme Johnny, We Hardly Knew Ye (1977), centrado en los inicios políticos de John F. Kennedy, y ese mismo año actuó en la película de terror The Sentinel, en la que tuvo una participación menor, si bien grabó una escena relevante que se cortó en la copia final. Paralelamente, actuó en End as a Man y Electra, con la Circle Repertory Company, La rosa tatuada y National Anthem, con el Long Wharf Theatre, y Un tranvía llamado Deseo, producción del Milwaukee Repertory Theater. Asimismo, la directora de reparto Marion Dougherty no pudo contratarlo para Slap Shot porque se parecía mucho a un joven Paul Newman —quien protagonizó esa película—, aunque sí le dio trabajo en Looking for Mr. Goodbar, donde Berenger realiza una participación secundaria como Gary, un hombre inseguro de su sexualidad. En ese filme, que está basado en la novela homónima de Judith Rossner, su personaje resulta ser un asesino; Berenger dijo que no le gustó interpretarlo porque no encontró humanidad en él: «Es un personaje asqueroso sin ninguna cualidad con la que pueda redimirse. Para mí, fue como hacer de Charles Manson. Tuve pesadillas después de filmar. Me sentía sucio». El editor de libros de cine y teatro John A. Willis lo incluyó en su lista de actores más prometedores de 1977, en el vigésimo noveno volumen de Theatre World.

### Salto a la fama
En 1978, obtuvo su primer protagónico al interpretar a Richard Moore en Rush It, de Gary Youngman. A este le siguió el papel principal de la película canadiense In Praise of Older Women, donde encarna a un profesor de filosofía húngaro que mantiene encuentros sexuales con diversas mujeres mayores que él. Para el actor, este trabajo fue agobiante debido a que Bibi Andersson abandonó la producción a mitad del rodaje, lo que dejó poco tiempo para que se volvieran a grabar sus escenas, con Karen Black sustituyéndola. En su libro I Hated, Hated, Hated This Movie, Roger Ebert opinó que, en este personaje, «Berenger es un chico algo simpático, de voz suave y una sonrisa a la que acude una y otra vez», y encontró un problema en el desarrollo del mismo, porque «sigue y sigue teniendo aventuras con mujeres mayores, y al final no aprende nada». Por su lado, el escritor y crítico David Shipman dijo, posteriormente, que se nota que Berenger aún era un actor inexperto y que la «incompetencia general» de la película no ayudó a disimularlo. Fue durante esta época, por otra parte, en la que obtuvo la consideración de símbolo sexual. En 1979, interpretó al ladrón de trenes y bancos Butch Cassidy en Los primeros golpes de Butch Cassidy y Sundance Kid, precuela de la exitosa Butch Cassidy and the Sundance Kid, estrenada diez años antes y protagonizada por Paul Newman y Robert Redford. El crítico de Radio Times Alan Jones comentó que, si bien la película no está a la altura de la original, «William Katt y Tom Berenger son muy llamativos como estos vaqueros jóvenes y heroicos». Por su parte, Gary Arnold escribió lo siguiente en The Washington Post: «Aunque guardan cierto parecido con Newman y Redford, estos nuevos actores son lo suficientemente distintivos y hábiles como para destacar por sí mismos. Esta película no es tan buena para lanzarlos al estrellato, pero Berenger y Katt trabajan bien juntos y sus personajes muestran matices que en la película original nunca vemos». Berenger no recibió muchas ofertas durante los siguientes dos años y, por problemas de dinero, estuvo cerca de perder su casa.
También en 1979, encabezó el reparto del telefilme de cuatro horas de duración Flesh & Blood, basada en una novela de Pete Hamill y producida por Paramount Television Studios. Berenger encarna a Bobby Fallon, un hombre que aprende a boxear en prisión y termina compitiendo por el campeonato de peso pesado. Para John J. O'Connor, de The New York Times, el actor es uno de los puntos positivos de la producción y, similarmente, Tom Shales, de The Washington Post, elogió su actuación al referirse a él como «una mezcla entre un joven Brando y un Warren Beatty serio». Al año siguiente, actuó junto con Christopher Walken y Colin Blakely en el filme de John Irvin Los perros de la guerra, basado en la novela homónima de Frederick Forsyth, en el que interpreta a Drew Blakeley, el segundo al mando del mercenario Jamie Shannon —papel de Walken—. Como el productor Norman Jewison quiso que se redujera la duración a menos de dos horas, muchas de las escenas de Berenger se omitieron, lo que afectó el trasfondo de su personaje. En cuanto a críticas, recibió buenos y malos comentarios, ya que a Gary Arnold, de The Washington Post, le gustó su trabajo, pero Tom Hutchinson escribió en Radio Times que tanto Berenger como Blakely «lo único que hacen es, al parecer, gesticular mucho». Asimismo, compartió créditos con Marcello Mastroianni y Eleonora Giorgi en la película italiana Oltre la porta, de Liliana Cavani, en el papel de un ingeniero envuelto en una disputa entre su novia y su suegro. Cavani, que lo descubrió al verlo en Flesh & Blood por recomendación de Miloš Forman, lo eligió por su aspecto «inocente». La producción recibió malas críticas, al igual que el elenco; Octavi Martí, del periódico español El País, dijo que «Berenger oscila entre Newman y los anuncios de colonia». Adicionalmente, fue uno de los muchos actores que rechazaron el papel principal de la película de temática homosexual Su otro amor, dirigida por Arthur Hiller y estrenada en 1982.
Berenger aceptó participar en la película musical Eddie and the Cruisers (1983), que trata sobre la vida y desaparición de una estrella de rock, porque el guion le pareció «magnífico» y vio la oportunidad de interpretar a un personaje en diferentes etapas de su vida —dado el constante uso de flashbacks—. Para este trabajo, tuvo que aprender a tocar el teclado en las canciones de la película y, aunque él solo hizo la mímica, eso le resultó difícil por su «falta de talento musical». Ron Sklar, del Daily Collegian, calificó el desempeño del actor como «excepcional». El filme fue un rotundo fracaso en taquilla, al recaudar menos de cuatro millones USD y estar solo tres semanas en cartelera, pero resurgió un año después gracias a que se transmitió a través de HBO y con el tiempo se convirtió en una película de culto. Ese mismo año, Berenger consiguió uno de los papeles principales de la candidata al Óscar a mejor película Reencuentro, donde encarna a un actor de televisión. Nuevamente, interpretó a un personaje de joven y de adulto, aunque en esta oportunidad el director Lawrence Kasdan no hizo uso de las escenas de flashback. Inmediatamente después de terminar la película, Berenger se divorció de su primera esposa y se mudó a Beaufort (Carolina del Sur), ciudad en la que se rodó la misma, durante una etapa de depresión que duró seis meses. En esa época, Paramount Pictures lo quiso contratar para la película dramática Firstborn pero, como sufrió un accidente automovilístico, Peter Weller se quedó con el papel. En 1984, caracterizó a Matt Rossi, un exboxeador y propietario de un club de strippers que sufre varios asesinatos de sus bailarines, en Ciudad del crimen, de Abel Ferrara. Según la periodista Janet Maslin, de The New York Times, Berenger es un «héroe bastante aburrido» en esta película. Al año siguiente, interpretó al vaquero Rex O'Herlihan en Rustlers' Rhapsody, filme paródico del género wéstern que fue duramente criticado, al igual que sus personajes, a los que el periodista Christopher John Farley llamó «bidimensionales» en su reseña para The Harvard Crimson.

### Platoony aclamación de la crítica
En 1986, protagonizó Platoon, película de Oliver Stone que gira en torno a un pelotón estadounidense durante la guerra de Vietnam en 1967. Berenger interpreta al sanginario sargento primero Barnes, personaje del que más tarde comentó: «No creo que Barnes siempre haya sido un psicópata, pero sí me parece que cuatro años de servicio y todo lo demás lo terminaron convirtiendo en eso. Lo veo como un guerrero que se vuelve loco. Él solo quiere acabar con el enemigo y que sus compañeros estén a salvo, y como dijo Oliver [Stone], es un soldado que quisieras tener de tu lado, porque sabe qué hacer». El director le dio el papel antagónico aun cuando no estaba habituado a interpretar a un personaje de esas características, y Willem Dafoe, que sí había actuado de villano en varias oportunidades, interpretó a Elias, uno de los héroes de la película. De esta manera, escribió Paul Attanasio en The Washington Post, «no vemos a Barnes como un Satanás de cartón sino como lo que es: un hombre que lo está pasando mal. Se puede apreciar al buen tipo que solía ser». Al igual que sus compañeros, Berenger tuvo que someterse a un entrenamiento de tres semanas en la selva para obtener la condición física apropiada. Adicionalmente, como debían maquillarlo con colodión para hacer las cicatrices faciales de Barnes y tenían que despegar el producto una vez terminado el día de grabación, su rostro quedó lastimado durante un tiempo. Sufrió heridas, además, al caérsele su cuchillo en el pie, de acuerdo con lo que dijo su compañero de elenco John C. McGinley. En cuanto a críticas, su actuación recibió elogios; Candice Russel, del Sun-Sentinel, dijo: «Berenger, que hace que Barnes sea aterrador, logra representar lo vergonzoso de la guerra y demuestra que, con determinación, el débil puede convertirse en vencedor». Por su trabajo, fue nominado al premio Óscar y ganó un Globo de Oro, ambos a mejor actor de reparto, mientras que el filme se hizo con el Óscar a mejor película. Asimismo, con una recaudación de 137 978 395 USD, esta fue su película más taquillera durante los siguientes veinticuatro años.
El actor volvió a trabajar en televisión luego de siete años cuando interpretó al estafador Jeff Stevens en la miniserie de tres episodios de la CBS If Tomorrow Comes, basada en la novela del mismo nombre escrita por Sidney Sheldon y transmitida entre el 16 y el 18 de marzo de 1986. La siguiente película que protagonizó fue el thriller de Ridley Scott La sombra del testigo (1987), donde interpreta al detective de policía Mike Keegan, un hombre casado que se enamora de su custodiada —personaje de Mimi Rogers—. Scott lo eligió al notar lo diferentes que eran las actuaciones de Berenger en Reencuentro y en Platoon, y «creía que esa capacidad de adaptación lo haría capaz de asumir el papel de policía sencillo, atraído por un mundo que no conoce pero que, a la vez, le fascina». Este fue el último papel «romántico» que aceptó, ya que desde entonces se enfocó en «[proyectos] a lo Gene Hackman o Spencer Tracy. [...] Me siento más cómodo y me es más fácil trabajar con hombres». La sombra del testigo recaudó poco más de diez millones USD, una de las cifras más bajas del director, y generó reseñas dispares; Rita Kempley, por ejemplo, criticó algunos aspectos del filme en The Washington Post, aunque hizo comentarios positivos sobre la actuación y la versatilidad general de Berenger. Según la reseña de Variety, el actor «sabe llevar esta película y es extremadamente convincente». El crítico Leonard Maltin argumentó que Berenger no consiguió «despegar en la industria» con este papel debido a que la película «se vio eclipsada» ante Atracción fatal, estrenada ese mismo año. En su siguiente trabajo, Shoot to Kill (1988) —distribuida bajo el título Deadly Pursuit fuera de Estados Unidos—, tanto él como Sidney Poitier pasaron por un duro rodaje, porque realizaron la mayoría de sus escenas de riesgo. Berenger comentó que la filmación fue «algo muy físico», aunque las locaciones le parecieron «simplemente espléndidas». En la película, interpreta a Jonathan Knox, quien debe guiar a un agente del FBI a través de un bosque para hallar a un asesino. Janet Maslin, de The New York Times, comentó que las escenas compartidas por Poitier y Berenger están bien trabajadas y agregó que este último, «satisfactoriamente hosco [en este papel], mejora con cada actuación». Shoot to Kill tiene, además, una calificación de 100 % en el sitio web de críticas Rotten Tomatoes, lo que la convierte en la película con mayor valoración en la que Berenger haya participado.
En 1988, en la película de Costa-Gavras El sendero de la traición, interpretó a Gary Simmons, un veterano de Vietnam sospechoso de homicidio que, aunque inicialmente es amable y honesto, resulta ser creyente de la supremacía blanca. En una entrevista de ese año, cuando se le preguntó acerca de su personaje, dijo: «Traté de comprenderlo, pero no fue fácil. Lo más difícil fue tener que racionalizar todo el asunto: había que hacer de racista. Hacía eso o rechazaba el papel». El director mencionó que encontró «una mina de oro» con el actor, porque «tiene esa mirada agresiva que a la vez es tremendamente dulce, y es capaz de [parecer] extremadamente violento». Según el periodista de la revista canadiense Maclean's Brian D. Johnson, «Berenger saca el mayor provecho de un papel imposible». En su reseña para The Washington Post, Rita Kempley analizó al personaje de la siguiente forma: «Es imposible que te agrade Gary, aunque Berenger te hace sentir como cuando tu mascota contrae rabia. Es una lástima, supo ser un buen perro, pero hay que sacrificarlo. A diferencia del ícono del mal que interpretó en Platoon, este personaje expresa una variedad de emociones». Sin embargo, ese año el fracaso llegó al protagonizar Last Rites, a la que Roger Ebert llamó «la peor película de 1988». En esta, Berenger encarna al sacerdote auxiliar de la catedral de San Patricio de Nueva York Michael Pace, que es familiar de muchos mafiosos de la ciudad y debe proteger a una mujer —papel de Daphne Zuniga— de su propia hermana, Zena, que es interpretada por Anne Twomey. El actor dijo que inicialmente se sintió intimidado por este personaje porque nunca había interpretado a un sacerdote, pero que le agradó «hacer de buen chico para variar». Las críticas, sumadas a que esa fue una mala época para la Metro-Goldwyn-Mayer y que no hubo demasiado trabajo de comercialización, provocaron que la película fuera un fracaso de taquilla. Narider Flora, de Radio Times, escribió: «Si la carrera de Tom Berenger fuese una montaña rusa, este thriller fallido sería uno de los puntos más bajos de la misma. [...] El guion, la dirección y las actuaciones, todos aspectos flojos, deben haberlo hecho preguntarse cómo lo convencieron de [hacer] esto».
La compañía Morgan Creek Entertainment decidió juntar a Berenger y a Charlie Sheen, quienes habían trabajado juntos en Platoon, para que encabezaran el elenco de su siguiente proyecto: la comedia Major League (1989), si bien ninguno destacaba en ese género. El actor, que aceptó la oferta después de una llamada telefónica con Sheen, interpreta al cácher Jake Taylor, una exestrella de béisbol con problemas en las piernas. Durante un mes, se preparó para el papel con el asesor técnico y exbeisbolista Steve Yeager, quien «le enseñó lo suficiente como para que se las arreglara» e, incluso, lo sustituyó en algunas escenas donde había que lanzar la pelota. En virtud de su tensa relación con el director David S. Ward, que «lo trataba como si no supiera nada», Berenger estuvo cerca de abandonar el rodaje. La película, en la que su personaje es el capitán de un mediocre equipo cuya dueña quiere que quede último en liga, supuso otro éxito en su filmografía. No obstante, sus escenas románticas con Rene Russo recibieron malas críticas tanto de Variety como del escritor de Chicago Sun-Times Richard Roeper. El actor volvió a trabajar en una producción de Oliver Stone al realizar un cameo en Nacido el cuatro de julio (1989), que también trata sobre la guerra de Vietnam y donde interpreta al marine que recluta al personaje de Tom Cruise. Al año siguiente, fue el detective privado de característica voz ronca Harry Dobbs en Love at Large. Berenger conoció al director y guionista Alan Rudolph a través de la esposa de este, que tomó las fotografías publicitarias de Major League, y cuando leyó el guion le pareció «diferente a los demás, para nada aburrido. Pensé que podría ser muy divertido hacer algo así. Es mi tipo de película». Para el papel, encontró inspiración viendo trabajos de actores como Humphrey Bogart y John Garfield y a los personajes Inspector Clouseau y Charlie Chan, y contactó con un detective privado de Atlanta para aprender detalles del oficio. Sobre su desempeño, Rita Kempley comentó: «El inexpresivo modo de ser y la voz forzada de Berenger —que suena como la llamada de apareamiento de un autovolquete— hacen de esta una actuación peculiar y agradable». También en 1990, participó en la película irlandesa El prado, basada en la obra de teatro homónima de John B. Keane, en la que interpreta al «americano», un arrogante irlando-estadounidense  que sirve como reemplazo del inglés William Dee. Su personaje es un irlandés que vivió en Estados Unidos durante muchos años y, una vez que regresa a su país natal, se lo trata de extranjero, lo que lo ofende. El crítico de Los Angeles Times Peter Rainer consideró que el papel era inadecuado para Berenger y añadió que la película le pareció «ridícula y terriblemente exagerada».

### Del inicio deSniperal fracaso deSliver
Su siguiente trabajo, el thriller de Wolfgang Petersen Shattered (1991), adaptación de la novela de Richard Neely The Plastic Nightmare, no convenció ni al público ni a la prensa, puesto que se lo criticó negativamente y fue un fracaso en taquilla, al necesitar un presupuesto de veintidós millones USD y solo recaudar la mitad de esa cantidad. Berenger interpreta a Dan Merrick, un hombre de negocios que queda amnésico debido a un accidente de tránsito y, una vez reformado, descubre malos aspectos de su anterior vida. Chris Hicks, crítico de Deseret News, dijo que el trabajo del actor lo convenció pero no supo si la actuación «algo aburrida» fue intencional, por la naturaleza del personaje. Después de eso, Berenger pasó a protagonizar la película de Héctor Babenco Jugando en los campos del Señor, donde interpreta al explorador Lewis Moon quien, al caerse su avión en medio de la selva amazónica, se vuelve parte de una tribu que habita ese lugar. Durante la filmación, que duró seis meses, Berenger y su compañero Aidan Quinn se vieron involucrados en medio de un accidente aéreo en el río Amazonas. Como su personaje es nativo norteamericano, tuvo que utilizar maquillaje para modificar su tono de piel, algo que a Candice Russel, del Sun-Sentinel, le pareció «un error de casting absurdo. [...] Berenger no tiene la culpa de que lo hagan usar un maquillaje rojizo, de color similar al fango de Georgia, ni de que su estatus de estrella de cine interfiera con la credibilidad». Rafael Navarro, que se mostró muy crítico en su reseña para Miami New Times, también mencionó al vestuario y al maquillaje que le aplicaron como aspectos negativos, y en cuanto al desempeño del actor, dijo que a este «nunca se lo vio tan imponente y remoto —o tan ridículo— como en Jugando en los campos del Señor. [...] Su actuación representa todo lo que está mal en esta película: meticulosidad usada en estupideces garrafales». El filme, entretanto, tuvo un pobre rendimiento en taquilla.
En 1993, protagonizó la película de Luis Llosa Sniper, en la que interpreta a Thomas Beckett, un marine contratado para asesinar a un narcotraficante colombiano y a un líder rebelde panameño. El crítico de Los Angeles Times Michael Wilmington destacó el contraste entre el personaje de Berenger y el de su coprotagonista, Billy Zane, pero opinó que el flojo guion no los dejó alcanzar su mayor expresión actoral. Aunque Malcolm Johnson, del Hartford Courant, escribió que «[Sniper], al parecer, va a ser otro fracaso de taquilla para Tom Berenger, que tiene un papel de marine veterano y asesino, a lo John Wayne», la película generó siete secuelas. El actor continuó trabajando en filmes de temática bélica cuando participó en Gettysburg (1993), de más de cuatro horas de duración, ya que originalmente se la concibió como una miniserie. Basada en la novela de Michael Shaara Ángeles asesinos, ganadora del premio Pulitzer, trata sobre la batalla de Gettysburg, durante la guerra civil estadounidense, con Berenger en el papel del teniente general James Longstreet. Como sucedió con Jugando en los campos del Señor, algunos críticos no pudieron tomar en serio a la producción debido a circunstancias ajenas a los actores; en este caso, se debió al pobre uso de barbas falsas en los personajes. Chris Hicks, de Deseret News, comentó: «Lo de Berenger es lamentable por lo rígido que se lo nota, y su barba, aparentemente auténtica, es casi cómica: parece que un castor fue a parar a su barbilla y murió allí». Al mismo tiempo, participó en los dos últimos episodios de la serie de la NBC Cheers, «The Guy Can't Help It» y «One for the Road» —que se dividió en tres partes—, como el fontanero Don, pareja de Rebecca Howe (Kirstie Alley). Berenger recibió una nominación al premio Primetime Emmy a mejor actor invitado - Serie de comedia, que ganó David Clennon.
Además actuó, junto con William Baldwin y Sharon Stone, que había protagonizado Basic Instinct un año antes, en el thriller erótico Sliver, donde interpreta a un novelista llamado Jack. Inicialmente, la productora Paramount no quería contratarlo debido a que no había trabajado en ninguna producción exitosa en años y tenía problemas con la bebida, en particular con el vodka. El guionista Joe Eszterhas, que se había vuelto amigo de Berenger durante la filmación de Betrayed, acudió al jefe de producción Brandon Tartikoff y le pidió que contratara a este «como un favor», cosa que consiguió. La película sufrió varios reveses durante la producción, dado que la Paramount exigió que se filmara un nuevo final y se rehicieran varias escenas, lo que tensó la relación entre Berenger y el director Phillip Noyce. El actor explicó esto de la siguiente forma: «Él requería de mí y necesitaba cada vez más tiempo, hasta que dije: "No, no, tienes cinco días para filmar lo que tengas que filmar". Si lo hubiéramos hecho como él planeaba, habríamos tardado un año». Berenger, a raíz de esto último, se negó a sacarse una fotografía publicitaria de carácter sadomasoquista con la actriz Polly Walker, que se terminó haciendo mediante dobles, y abandonó el rodaje. Sobre el desempeño del actor, Augusto Martínez Torres escribió en El País: «El siempre un tanto plúmbeo Tom Berenger logra transmitir muy poca vida a su impulsivo escritor de novelas policíacas, tanto por su culpa como por la de un guion que no le da demasiadas oportunidades». Roger Hurlburt fue aún más crítico en su reseña para el Sun-Sentinel: «Berenger interpretando al escritor es lo peor de la película. No está cómodo haciendo de potencial villano, y eso se nota». Este papel le valió una nominación al premio Golden Raspberry en la categoría peor actor de reparto. A pesar de las críticas, con una recaudación de 116 280 867 USD, Sliver se convirtió en la película más taquillera en la que participó desde Platoon.
En 1994, se realizó la secuela de Major League, que contó con la mayoría del reparto original y que recibió malas críticas, con una calificación de 5 % en Rotten Tomatoes y con la reseña del Tampa Bay Times mencionando que «el ritmo irregular hace que se pierda buena parte del encanto de la primera película». En su siguiente trabajo, la comedia Chasers (1994, Dennis Hopper), interpreta al suboficial de la marina Rock Reilly quien, junto con un compañero, escolta a una marine prisionera —personaje de Erika Eleniak— durante un viaje rumbo a Charleston. En esta ocasión, utilizó un tono de voz «tan grave como el del general Patton de George C. Scott» que para la periodista de The Washington Post Rita Kempley suena «como si Berenger hubiera estado haciendo gárgaras con arena para gatos». La película recaudó poco más de un millón USD y, al igual que sus trabajos anteriores, generó una respuesta negativa de la prensa especializada. Al año siguiente, el actor protagonizó otro fracaso de taquilla: el wéstern contemporáneo de Tab Murphy Last of the Dogmen, que costó veinticinco millones USD para realizarse y solo repuso siete millones de esa moneda. Berenger interpreta a un cazarrecompensas que cree haber localizado a una tribu de cheyenes desconocida. En su reseña para el Tampa Bay Times, Steve Persall fue muy crítico con Berenger, al comentar que «un actor así de limitado no puede hacer mucho con el "héroe" que Murphy ideó para él», y dijo que el personaje es poco carismático. En ese mismo año, actuó en dos películas hechas para televisión: el thriller erótico Body Language, donde interpreta a un abogado de la mafia que se enamora de una estríper —personaje de Nancy Travis—, y el wéstern The Avenging Angel, del que además fue productor. En este, fue el danita Miles Utley, un hombre que durante toda su vida se preparó para defender a La Iglesia de Jesucristo de los Santos de los Últimos Días. Las hijas de Berenger, Chloe y Chelsea, actuaron en esta producción. The Avenging Angel obtuvo más atención de lo normal para ser un telefilme porque contó con Berenger y Charlton Heston en el reparto y recibió críticas alentadoras, aunque, como había ocurrido con Gettysburg años antes, se mencionó a las barbas postizas como una de las «decepciones» de la producción. El trabajo del actor también fue bien recibido.

### Declive profesional
En 1996, protagonizó El sustituto, donde interpreta a un mercenario que se hace pasar por maestro sustituto en un colegio secundario plagado de pandilleros. El crítico Roger Ebert dijo que esta es una película de acción cliché, pero se refirió de forma positiva a las escenas entre el actor y Diane Venora. William Thomas, de Empire, coincidió con Ebert al escribir que «la película consiste enteramente en cosas que ya se han visto, [... aunque] esta se encuentra por debajo de la media» y dijo que «Berenger, luciendo un rostro con cicatrices pegadas, como ya es habitual en él, no es capaz de transmitir nada». El actor no participó en las secuelas, donde se reemplazó a su personaje, por asuntos relacionados con su pago. Al mismo tiempo, actuó como el expolicía y novelista Ernie DeWalt en An Occasional Hell, película basada en una novela de Randall Silvis que primero se transmitió en HBO y después se distribuyó directamente para video. Berenger tenía un profundo interés en la figura de Theodore Roosevelt desde niño y eso lo llevó a concebir un proyecto centrado en el presidente: la miniserie de TNT Rough Riders, de 1997. Se puso a ello luego de terminar de grabar Gettysburg y contó con la ayuda del productor William J. MacDonald, a quien conoció mientras trabajaban en Sliver. Además de interpretar a Roosevelt, fue productor ejecutivo. La miniserie, que abarca la batalla de las Colinas de San Juan, tuvo un gran éxito durante su transmisión, que vieron unas treinta y cuatro millones de personas. En su reseña para Tampa Bay Times, Robert Bianco señaló que el segundo episodio es mejor que el primero y que lo mismo sucede con la actuación de Berenger. En 1998, desempeñó un papel secundario en The Gingerbread Man, basada en una historia de John Grisham, y actuó junto con Melanie Griffith en el thriller legal Shadow of Doubt, que recibió malas críticas, al igual que su trabajo. En este sentido, Keith Bailey afirmó que «el hecho de que el músico Huey Lewis, de menor calibre, salga más tiempo y actúe mejor que el protagonista Tom Berenger es solo una de las muchas rarezas de este drama judicial forzado». Su último papel en 1998 fue el de Clifford Dubose en el thriller A Murder of Crows, que protagonizó junto con Cuba Gooding Jr.

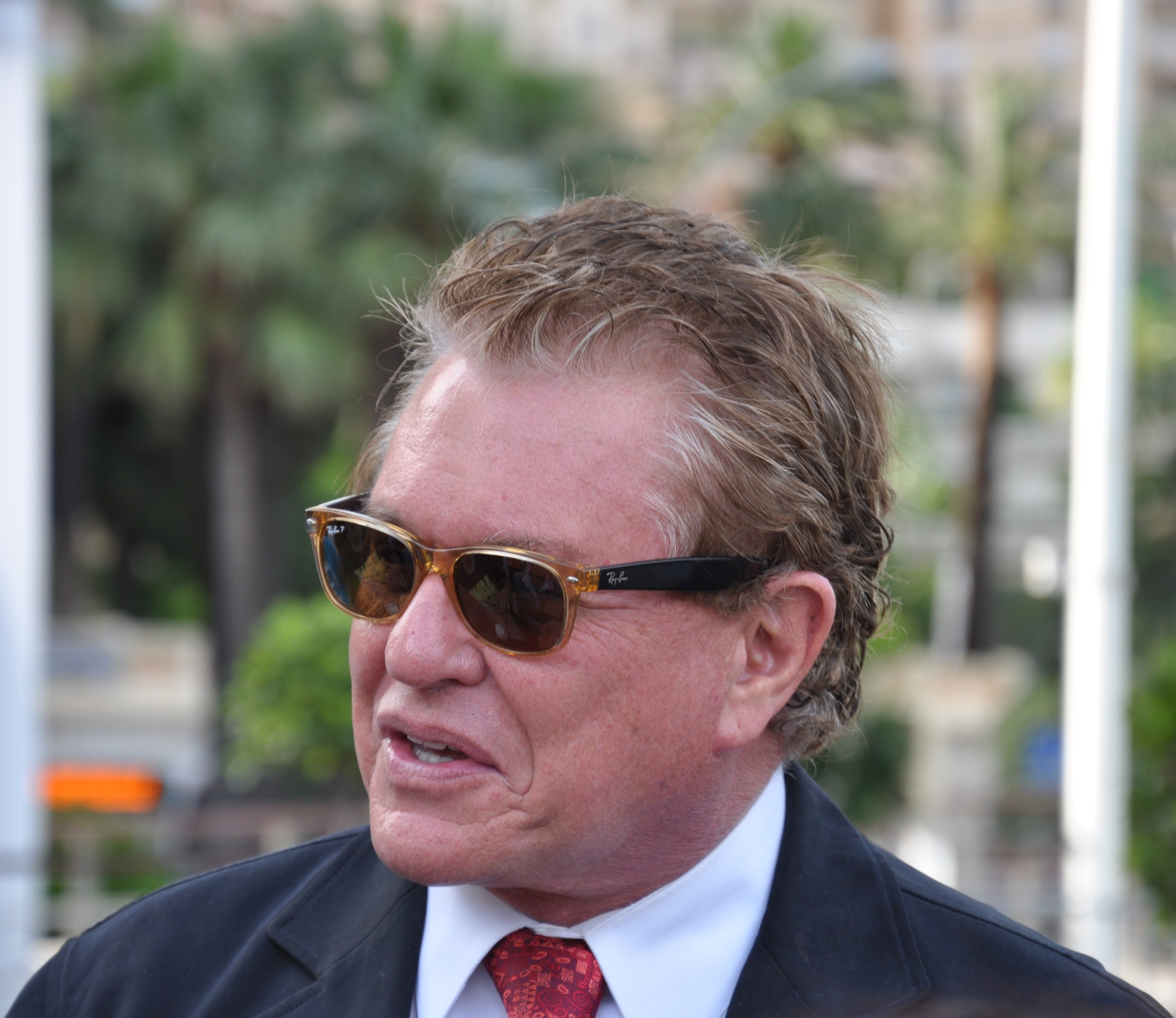
Berenger en el Festival de Televisión de Montecarlo de 2013

En 1999 interpretó al militar John Riley en One Man's Hero, que se centra en los irlandeses miembros del Batallón de San Patricio que lucharon para México en la intervención estadounidense en ese país entre 1846 y 1848, y para la que tuvo que practicar movimientos con mosquete y bayoneta. A pesar de las buenas críticas, la película, de la que se hizo cargo Metro-Goldwyn-Mayer cuando compró Orion Classics, tuvo un pobre desempeño en la taquilla, dado que contó con escaso trabajo de promoción y distribución. Asimismo, Berenger interpretó al agente de la CIA Kevin Jefferson, que se ve obligado a salir de su retiro para rescatar a un compañero, en En compañía de espías, que tuvo un gran apoyo de dicha agencia y recibió críticas dispares. Posteriormente, participó en la película estrenada directamente para video Diplomatic Siege (1999), donde encarna al general Buck Swain, que lidia con unos terroristas que toman rehenes en una embajada estadounidense en Bucarest. Según la reseña de Radio Times, en esta ocasión el actor «sale en pantalla para cobrar su salario y poco más». Su siguiente trabajo, Turbulence 2: Fear of Flying, de ese mismo año, no obtuvo buenas críticas. Tras una participación en un episodio de la serie de la NBC Law & Order transmitido el 16 de febrero de 2000, protagonizó junto con Stephen Baldwin el telefilme sobre paracaidismo Cutaway. Por último, ese año actuó en Trackdown, secuela de Hackers (1995) que en Estados Unidos se estrenó para video casi cinco años después por varios motivos, entre ellos las demandas de Kevin Mitnick —en quien se basa la película— y el escritor Jonathan Littman hacia los productores.
Berenger tuvo un papel menor en la película de Antoine Fuqua Día de entrenamiento (2001), que recibió dos nominaciones al premio Óscar. Seguidamente, actuó en la comedia negra The Hollywood Sign, donde compartió elenco con Burt Reynolds y Rod Steiger, y protagonizó la película de crimen True Blue. El 10 de diciembre de ese año, participó como invitado en un episodio de la serie de FOX Ally McBeal. Por último, en 2001 obtuvo el papel principal del filme canadiense de bajo presupuesto Watchtower —también distribuida bajo el título Cruel and Unusual—, dirigida por George Mihalka. En 2002, actuó en el telefilme de género wéstern Johnson Country War, adaptación de la novela de Frederick Manfred Riders of Judgement, que trata sobre la guerra del condado de Johnson. Al mismo tiempo, trabajó en el thriller protagonizado por Sylvester Stallone D-Tox, que recibió malas críticas y comercialmente fue un fracaso rotundo. Berenger encabezó el reparto de The Junction Boys, que está basada en un libro de Jim Dent y que se estrenó en ESPN el 14 de diciembre de 2002. En esta, interpreta al entrenador de fútbol americano Bear Bryant durante su primer año a cargo de Texas A&M Aggies, en 1954. Como tuvo que estudiar a su personaje y filmar la película en muy poco tiempo, el actor dijo que se sintió «de vuelta en sus años en la Universidad, tratando de meter un semestre en una sola noche». Según lo que escribió Ed Sherman en Star-News, Berenger hizo un buen trabajo al «captar los legendarios gruñidos de este entrenador». También, retomó el papel de Thomas Beckett en el telefilme Sniper 2 en el que, de acuerdo con el crítico Scott Weinberg, realizó un trabajo aceptable. Para asegurarse de que los aspectos militares de la película fueran correctos, Berenger contrató a un sargento de artillería como asesor técnico.

### Enfoque en la televisión
En 2003, participó como invitado en cuatro episodios de la serie dramática de la NBC Third Watch, en la interpreta al periodista Aaron Noble. Ese año, actuó en la serie de temática wéstern de USA Network Peacemakers, en la que encarna al alguacil Jared Stone, quien utiliza métodos forenses para resolver crímenes. Este papel, de acuerdo con Martin Sieff, sirvió para «revivir [su] carrera. [...] Uno siente que [Berenger] finalmente encontró su centro de gravedad con este personaje». Sieff agregó, en su reseña para United Press International, que la producción fue «el éxito sorpresa de ese verano y de esa temporada de televisión». Linda Stasi, de New York Post, también alabó el trabajo del actor, pero dijo que «aunque miraría a Berenger hasta cuando hace su cama, este guion es difícil de procesar incluso para un fanático del actor». Peacemakers tuvo nueve episodios y fue cancelada debido a los bajos índices de audiencia. Durante esa época, firmó para formar parte del drama Capital City, un piloto de Rod Lurie que en principio se iba a estrenar a través de ABC en la temporada 2002-2003. No obstante, el proyecto no se llevó a cabo, si bien años después volvió a desarrollarse pero esta vez para The CW. En 2004 se estrenó, directamente para video, Sniper 3, en la que su personaje llega de encubierto a Vietnam para asesinar a un traficante de drogas y terrorista. Al igual que lo sucedido en la anterior entrega, Berenger tuvo que intervenir para que algunos detalles de la película, como el vestuario de los personajes, fueran correctos. Según explicó, esto lo terminó desalentando: «En un momento, les dije [a la producción]: "Malditos tacaños, ¿por qué no consiguen a un experto? Yo no tengo porqué contratar a nadie". [...] No puedo fingir este tipo de mierdas. Sabes, las medallas que uso en la película no son las que debería llevar, lo mismo sucede con los parches, con la unidad... Todas las miradas van hacia ese tipo de detalles, [...] y perdemos credibilidad». Sniper 3 recibió comentarios poco favorables, como el de Sloan Freer, que le dio 2/5 estrellas en su reseña para Radio Times, o el de Jeffrey Robinson, que dijo que Thomas Beckett «no está bien desarrollado» en esta entrega.
Luego de ello, el guionista William Mastrosimone lo contactó para que asumiera el papel del militar y pastor John M. Chivington en la miniserie de TNT y DreamWorks Into the West, oferta que Berenger, conocedor de la vida de Chivington y aficionado de la historia de su país, aceptó. La serie, producida por Steven Spielberg y transmitida por primera vez el 10 de junio de 2005, tuvo un presupuesto de cincuenta millones USD —sumados a otros cincuenta millones utilizados en comercialización— y abarca varios hechos históricos, tales como la guerra de Secesión y la fiebre del oro. Into the West recibió buena aceptación tanto del público como de la prensa especializada. Ese mismo año, es estrenó la película para televisión El detective de Arthur Hailey, en la que asumió el papel de Malcolm Ainslie, un antiguo sacerdote de la Iglesia católica que trabaja como detective para el Departamento de Policía de Miami investigando asesinatos relacionados con la religión. A continuación de su participación en la serie Pesadillas y alucinaciones de las historias de Stephen King, narró el documental sobre la Guerra Civil America's Iliad: The Siege of Charleston. En 2007 actuó en The Christmas Miracle of Jonathan Toomey, largometraje basado en un libro infantil del mismo título, como el gruñón Jonathan Toomey. Según dijo un periodista de DVD Talk, «Berenger interpreta a su personaje adecuadamente, pero uno no puede evitar preguntarse qué esta sucediendo en su cabeza cuando se queja y mira a la nada. ¿Estaba recordando los buenos viejos tiempos de su carrera?»

## Imagen pública

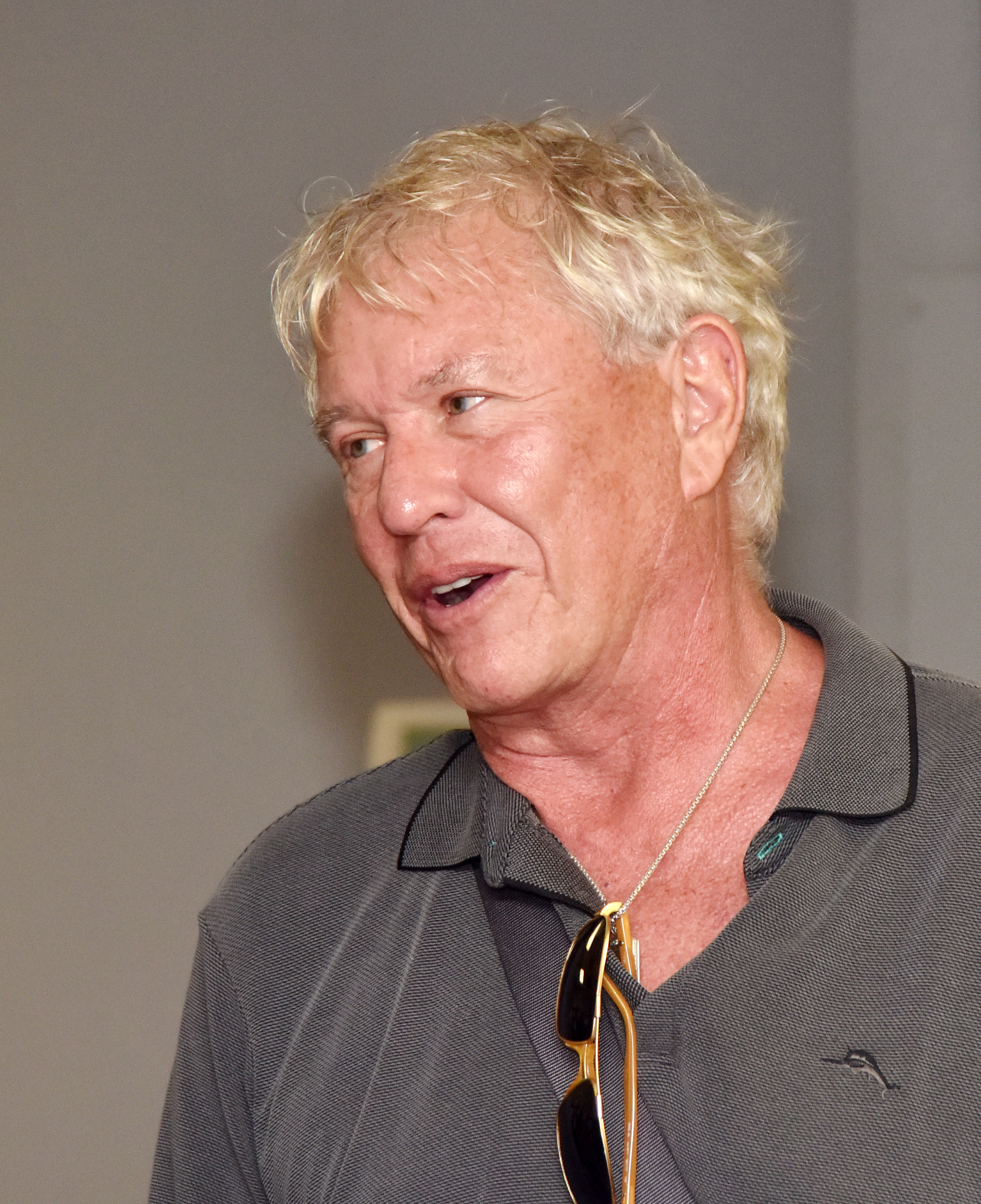
Berenger en la Naval Air Station Key West, durante el Día de Acción de Gracias de 2018

Durante las décadas de 1980 y 1990, interpretó papeles en muchas películas de suspenso con tintes eróticos, algo que, en opinión de la profesora de teoría cinematográfica Linda Ruth Williams, lo ayudó a forjar su carrera. Por su trabajo en filmes románticos obtuvo buenas críticas y, de acuerdo con lo que escribió David Lida para Elle en 1989, «su atractivo físico, musculatura y pinta de tipo simpático y normal han hecho que consiga una reputación cada vez mayor como uno de los actores protagonistas más buscados de Hollywood». Anteriormente, en la década de 1970, había conseguido una imagen de ese tipo en televisión, como «una especie de rompecorazones» en One Life to Live. Asimismo, es reconocido por sus participaciones en películas bélicas y, en 2017, se lo premió por su trayectoria cuando recibió el GI Choice Award, entregado por el GI Film Festival, centrado en ese tipo de género. Berenger trató la guerra de Vietnam actuando en dos películas: Platoon y Nacido el cuatro de julio, ambas de Oliver Stone. En marzo de 1990, después del estreno de esta última, dijo que ya no le interesaba participar en proyectos sobre ese conflicto porque se había «hartado y cansado» y, en su lugar, le daría preferencia a películas históricas. Esto último está relacionado con su afición a la historia, que tiene desde niño y que su padre fomentó. En el año 2000 recibió, junto con Robert Stack, Melissa Gilbert, L.Q. Jones, Donna Hall y Howard W. Koch, un Golden Boot Award por sus actuaciones en múltiples wésterns.
Berenger es un actor que ha interpretado una variada cantidad de personajes, lo que llevó a la periodista Rita Kempley a decir que «como Robert De Niro, luce diferente en cada película que hace». Generalmente, investiga sobre las profesiones de sus personajes para «construirlos» y suele interpretarlos con diversos acentos: de Queens en La sombra del testigo, sureño en Platoon, del noroeste en Shoot to Kill y del Medio Oeste en Betrayed. No suele enfocarse en proyectos comerciales, por lo que en su filmografía hay contados éxitos de taquilla. A pesar de su trayectoria, nunca buscó convertirse en una estrella de cine y, por ello, tampoco ha recibido demasiada atención de los medios. Según explicó su director en Love at Large Alan Rudolph, «no le gusta autopromocionarse. Entonces, no lo vas a ver en revistas de moda posando con ropa hot. Él no entra en ese juego». Respecto a su falta de interés en participar en grandes producciones, en agosto del año 2000 el periodista Scott S. Smith escribió lo siguiente: «A esta modesta estrella de cine no le interesa volver a acaparar la atención del loco mundo de los Óscar. En vez de eso, ha ido a paso lento, película tras película, tratando de elegir papeles que le permitan crecer como actor, independientemente de las perspectivas de taquilla».

## Vida privada
Berenger conoció a la maestra y publicista Barbara Wilson a fines de la década de 1960, en una playa del Indiana Dunes National Park, e inició una relación con ella durante unos meses. Se separaron debido a la distancia entre Chicago y Gary (Indiana), donde vivía Wilson. No obstante, tres años después se reencontraron justamente en Chicago, comenzaron un noviazgo intermitente y se casaron el 24 de febrero de 1974. La boda, que solo tuvo unos quince invitados, se llevó a cabo en el Church Center for the United Nations —Berenger es católico y ella, protestante—, mientras que la recepción fue en Chicago. Tienen dos hijos, Allison y Patrick, se divorciaron y él se volvió a casar, una vez terminada la filmación de Reencuentro (1983), con la agente de bienes raíces Lisa Williams, en Beaufort (Carolina del Sur), donde se mudaron. Berenger tiene tres hijas con ella: Chelsea, Chloe y Shiloh, y para 1997 se estaba divorciando y se encontraba «batallando» para que sus hijas no fueran criadas bajo la cienciología, iglesia que según el actor «le había lavado el cerebro» a Williams. Ella, por su parte, sostuvo que se separaron por una relación entre Berenger y la maquilladora Patricia Alvaran. El divorcio finalizó en noviembre de ese año. Entre 1998 y 2011, estuvo casado con Alvaran, con quien tiene una hija. Ha comentado que no se siente identificado con ninguno de los principales partidos políticos de Estados Unidos y que preferiría que existiera «un tercer partido político importante» en ese país. En 1988, donó diez mil dólares al departamento de arte de la Universidad de Misuri como parte del «Tom Berenger Acting Scholarship Fund», un premio anual para estudiantes de teatro de último año.

## Filmografía

### Cine
| Año  | Trabajo                                             | Papel                             | Notas                                          |
| ---- | --------------------------------------------------- | --------------------------------- | ---------------------------------------------- |
| 1977 | The Sentinel                                        | Hombre                            |                                                |
| 1977 | Looking for Mr. Goodbar                             | Gary                              |                                                |
| 1978 | Rush It                                             | Richard Moore                     |                                                |
| 1978 | In Praise of Older Women                            | Andras Vayda                      |                                                |
| 1979 | Los primeros golpes de Butch Cassidy y Sundance Kid | Butch Cassidy                     |                                                |
| 1980 | Los perros de la guerra                             | Drew Blakeley                     |                                                |
| 1982 | Oltre la porta                                      | Matthew Jackson                   |                                                |
| 1983 | Reencuentro                                         | Sam Weber                         |                                                |
| 1983 | Eddie and the Cruisers                              | Frank Ridgeway                    |                                                |
| 1984 | Ciudad del crimen                                   | Matt Rossi                        |                                                |
| 1985 | Rustlers' Rhapsody                                  | Rex O'Herlihan                    |                                                |
| 1986 | Platoon                                             | Sargento Bob Barnes               |                                                |
| 1987 | La sombra del testigo                               | Detective Mike Keegan             |                                                |
| 1988 | Shoot to Kill                                       | Jonathan Knox                     |                                                |
| 1988 | El sendero de la traición                           | Gary Simmons                      |                                                |
| 1988 | Last Rites                                          | Michael                           |                                                |
| 1989 | Major League                                        | Jake Taylor                       |                                                |
| 1989 | Nacido el cuatro de julio                           | Sargento Hayes                    |                                                |
| 1990 | Love at Large                                       | Harry Dobbs                       |                                                |
| 1990 | El prado                                            | Peter «el americano»              |                                                |
| 1991 | Shattered                                           | Dan Merrick                       |                                                |
| 1991 | Jugando en los campos del Señor                     | Lewis Moon                        |                                                |
| 1993 | Sniper                                              | Sargento Tom Beckett              |                                                |
| 1993 | Gettysburg                                          | Teniente general James Longstreet |                                                |
| 1993 | Sliver                                              | Jack Landsford                    |                                                |
| 1994 | Major League II                                     | Jake Taylor                       |                                                |
| 1994 | Chasers                                             | Rock Reilly                       |                                                |
| 1995 | Last of the Dogmen                                  | Lewis Gates                       |                                                |
| 1996 | El sustituto                                        | Jonathan Shale                    |                                                |
| 1996 | An Occasional Hell                                  | Dr. Ernest Dewalt                 | Productor ejecutivo                            |
| 1998 | The Gingerbread Man                                 | Pete Randle                       |                                                |
| 1998 | Shadow of Doubt                                     | Jack Campioni                     |                                                |
| 1998 | A Murder of Crows                                   | Detective Clifford Dubose         |                                                |
| 1999 | One Man's Hero                                      | John Riley                        |                                                |
| 1999 | Diplomatic Siege                                    | General Buck Swain                | Distribuida directamente para video            |
| 1999 | Turbulence 2: Fear of Flying                        | Sikes                             | Distribuida directamente para video            |
| 2000 | Trackdown                                           | McCoy Rollins                     | Distribuida directamente para video en EE. UU. |
| 2001 | Día de entrenamiento                                | Stan Gursky                       |                                                |
| 2001 | The Hollywood Sign                                  | Tom Greener                       |                                                |
| 2001 | True Blue                                           | Remy Macy                         |                                                |
| 2001 | Watchtower                                          | Art Stoner                        |                                                |
| 2002 | D-Tox                                               | Hank                              |                                                |
| 2004 | Sniper 3                                            | Sargento Tom Beckett              | Distribuida directamente para video            |
| 2007 | The Christmas Miracle of Jonathan Toomey            | Jonathan Toomey                   |                                                |
| 2008 | Stiletto                                            | Virgil Vadalos                    |                                                |
| 2009 | Silent Venom                                        | Almirante Bradley Wallace         | Distribuida directamente para video            |
| 2009 | Charlie Valentine                                   | Becker                            |                                                |
| 2009 | Breaking Point                                      | Steven Luisi                      |                                                |
| 2010 | Smokin' Aces 2: Assassins' Ball                     | Hal Leuco/Agente Walter Weed      | Distribuida directamente para video            |
| 2010 | Sinners and Saints                                  | Capitán Trahan                    |                                                |
| 2010 | Inception                                           | Peter Browning                    |                                                |
| 2010 | Faster                                              | Warden                            |                                                |
| 2011 | Last Will                                           | Frank Emery                       |                                                |
| 2011 | Bucksville                                          | Patrón de la Justicia             | Productor ejecutivo                            |
| 2012 | Brake                                               | Agente Ben Reynolds               |                                                |
| 2012 | War Flowers                                         | General McIntire                  |                                                |
| 2014 | Bad Country                                         | Lutin                             |                                                |
| 2014 | Doc Holliday's Revenge                              | Juez Wells                        |                                                |
| 2014 | Lonesome Dove Church                                | John Shepherd                     |                                                |
| 2014 | Sniper: Legacy                                      | Sargento Tom Beckett              | Distribuida directamente para video            |
| 2014 | Reach Me                                            | Teddy                             |                                                |
| 2015 | Impact Earth                                        | Herbert Sloan                     |                                                |
| 2017 | Sniper: Ultimate Kill                               | Sargento Tom Beckett              | Distribuida directamente para video            |
| 2017 | Cops and Robbers                                    | Capitán Randolph                  |                                                |
| 2018 | American Dresser                                    | John Moore                        |                                                |
| 2018 | Battle of the Bulge: Wunderland                     | Comandante McCulley               | Distribuida directamente para video            |
| 2018 | Gone Are the Days                                   | Will                              |                                                |
| 2018 | 1st Born                                            | Jefferson Tucker                  |                                                |
| 2019 | Sargasso                                            | Joe Smith                         |                                                |
| 2019 | Supervized                                          | Ray                               |                                                |
| 2020 | Blood and Money                                     | Jim Reed                          |                                                |
| 2020 | Adam                                                | Jerry Niskar                      |                                                |
| 2020 | Sniper: Assassin's End                              | Sargento Tom Beckett              | Distribuida directamente para video            |
| 2020 | Battle of the Bulge: Winter War                     | Comandante McCulley               | Distribuida directamente para video            |

### Televisión
| Año     | Trabajo                                                     | Papel                    | Notas                            |
| ------- | ----------------------------------------------------------- | ------------------------ | -------------------------------- |
| 1975-76 | One Life to Live                                            | Tim Siegel               | 66 episodios                     |
| 1977    | Johnny, We Hardly Knew Ye                                   | Billy Sutton             | Telefilme                        |
| 1979    | Flesh & Blood                                               | Bobby Fallon             | Telefilme                        |
| 1986    | If Tomorrow Comes                                           | Jeff Stevens             | Miniserie                        |
| 1993    | Cheers                                                      | Don Santry               | 2 episodios                      |
| 1995    | Body Language                                               | Claire                   | Telefilme                        |
| 1995    | The Avenging Angel                                          | Miles Utley              | Telefilme. También fue productor |
| 1997    | Rough Riders                                                | Theodore Roosevelt       | Miniserie. También fue productor |
| 1999    | En compañía de espías                                       | Kevin Jefferson          | Telefilme                        |
| 2000    | Law & Order                                                 | Dean Tyler               | 1 episodio                       |
| 2000    | Cutaway                                                     | Red Line                 | Telefilme                        |
| 2002    | Johnson County War                                          | Cain Hammett             | Telefilme                        |
| 2002    | Ally McBeal                                                 | Harrison Wyatt           | 1 episodio                       |
| 2002    | The Junction Boys                                           | Bear Bryant              | Telefilme                        |
| 2002    | Sniper 2                                                    | Sargento Tom Beckett     | Telefilme                        |
| 2003    | Third Watch                                                 | Aaron Noble              | 4 episodios                      |
| 2003    | Peacemakers                                                 | Alguacil Jared Stone     |                                  |
| 2004    | Capital City                                                | Senador Foxworthy        | Telefilme                        |
| 2005    | Into the West                                               | Coronel J. Chivington    | 1 episodio                       |
| 2005    | El detective de Arthur Hailey                               | Sargento Malcolm Ainslie | Telefilme                        |
| 2006    | Pesadillas y alucinaciones de las historias de Stephen King | Richard Kinnell          | 1 episodio                       |
| 2007    | America's Iliad: The Siege of Charleston                    | Narrador (voz)           | Telefilme                        |
| 2007-08 | October Road                                                | Bob "Comandante" Garrett |                                  |
| 2008    | Amber Alert: Terror on the Highway                          | Larsan                   | Telefilme                        |
| 2011    | XIII: La serie                                              | Rainer Gerhardt          | 6 episodios                      |
| 2012    | Hatfields & McCoys                                          | Jim Vance                | Miniserie                        |
| 2013-15 | Major Crimes                                                | Jackson Raydor           | 7 episodios                      |
| 2014    | Hawaii Five-0                                               | Eddie Williams           | 1 episodio                       |
| 2017    | Training Day                                                | Stan Gursky              | 1 episodio                       |

## Premios y distinciones
Premios Óscar
| Año  | Categoría              | Película | Resultado |
| ---- | ---------------------- | -------- | --------- |
| 1987 | Mejor actor de reparto | Platoon  | Nominado  |

Globo de Oro
| Año  | Categoría              | Película | Resultado |
| ---- | ---------------------- | -------- | --------- |
| 1987 | Mejor actor de reparto | Platoon  | Ganador   |

Primetime Emmy
| Año  | Categoría                                      | Trabajo            | Resultado |
| ---- | ---------------------------------------------- | ------------------ | --------- |
| 1993 | Mejor actor invitado - Serie de comedia        | Cheers             | Nominado  |
| 2012 | Mejor actor de reparto - Miniserie o telefilme | Hatfields & McCoys | Ganador   |

### Al pie
1. 1 2  Welsh; Whaley (2013), pp. 19-20
2. 1 2  Rhoads, Mark (27 de octubre de 2006). «Illinois Hall of Fame: Tom Berenger» (en inglés). www.illinoisreview.com. Consultado el 20 de noviembre de 2021.
3. 1 2 3 4 5  Bevans, M. J. (septiembre de 1975). «"My Wedding Day Was The Happiest Day of My Life"» (en inglés). www.tomberengeronline.com (TV By Day). Consultado el 18 de noviembre de 2021.
4. 1 2 3 4 5  McMillen, Robert (30 de julio de 1999). «One man's hero» (en inglés). www.tomberengeronline.com (The Irish News). Archivado desde el original el 28 de octubre de 2021. Consultado el 18 de noviembre de 2021.
5. 1 2 3 4 5  Knutzen, Eirik (20 de julio de 1997). «Tom Berenger acquires feist as Teddy R». The Morning Call (en inglés). Consultado el 20 de noviembre de 2021.
6. 1 2 3  Walker, Janet (noviembre de 1975). «Tom Berenger: "I've Starved Before... I Can Again!"» (en inglés). www.tomberengeronline.com (Day TV Gossip). Consultado el 23 de diciembre de 2021.
7. ↑  «UMC grad and Newman lookalike stars as young Butch Cassidy» (en inglés). www.tomberengeronline.com (Columbia Daily Tribune). 24 de junio de 1979. Consultado el 27 de noviembre de 2021.
8. ↑  Hanks, Henry; Pidaparthy, Umika (13 de enero de 2012). «Famous alumni of 'One Life to Live'» (en inglés). edition.cnn.com. Consultado el 20 de noviembre de 2021.
9. 1 2  «We Track Down Tom Berenger!» (en inglés). www.tomberengeronline.com (TV By Day). febrero de 1977. Consultado el 28 de febrero de 2022.
10. ↑  «Tom Berenger Takes Every Day as It Comes» (en inglés). www.tomberengeronline.com. 1975. Consultado el 22 de abril de 2022.
11. 1 2 3 4 5 6 7 8 9 10  Shipman, David (1990). «Great Movie Stars... The Independant Years» (en inglés). www.tomberengeronline.com. Consultado el 25 de noviembre de 2021.
12. 1 2 3 4 5  Willistein, Paul (30 de marzo de 1990). «'Love at Large' role gives Tom Berenger bigger shot at stardom». The Morning Call (en inglés). Consultado el 27 de noviembre de 2021.
13. ↑  Dougherty; Roussel (2015), p. 233
14. ↑  «Actor Tom Berenger Doesn't Mind Being Bad» (en inglés). apnews.com. 15 de septiembre de 1988. Consultado el 27 de noviembre de 2021.
15. ↑  Willis (1978), p. 137
16. ↑  «Rush It (1978)». Radio Times (en inglés).
17. ↑  Ebert (2013), «In Praise of Older Women»
18. 1 2  Molanes, Noelia (2 de noviembre de 2012). «Tom Berenger muda la piel». La Razón. Consultado el 15 de febrero de 2022.
19. ↑  Jones, Alan. «Butch and Sundance: the Early Days». Radio Times (en inglés).
20. ↑  Arnold, Gary (15 de junio de 1979). «Two for the Comeback Trail». The Washington Post (en inglés). Consultado el 22 de noviembre de 2021.
21. ↑  O'Connor, John J. (12 de octubre de 1979). «TV Weekend». The New York Times (en inglés). Consultado el 1 de diciembre de 2021.
22. ↑  Shales, Tom (13 de octubre de 1979). «Potent 'Flesh' and a Diminished 'Miracle'». The Washington Post (en inglés). Consultado el 1 de diciembre de 2021.
23. ↑  «Bill Kelley's best bets». Sun-Sentinel (en inglés). 15 de febrero de 1987. Consultado el 1 de diciembre de 2021.
24. ↑  Arnold, Gary (13 de febrero de 1981). «Vicious 'Dogs of War'». The Washington Post (en inglés). Consultado el 1 de diciembre de 2021.
25. ↑  Hutchinson, Tom. «The Dogs of War». Radio Times (en inglés).
26. ↑  Martí, Octavi (20 de junio de 1984). «Escándalo para todos los gustos». El País. Consultado el 12 de diciembre de 2021.
27. ↑  Lumenick, Lou (11 de octubre de 2005). «Don't play it straight». New York Post (en inglés). Consultado el 5 de marzo de 2022.
28. 1 2 3 4  «America Online Chat with Tom Berenger» (en inglés). www.tomberengeronline.com. 18 de agosto de 1999. Archivado desde el original el 3 de diciembre de 2022. Consultado el 18 de diciembre de 2021.
29. 1 2  Edgers, Geoff (24 de abril de 2015). «'Eddie and the Cruisers' was a massive '80s flop. How did it become a beloved cult film?». The Washington Post (en inglés). Consultado el 18 de diciembre de 2021.
30. ↑  Sklar, Ron (20 de octubre de 1983). «Fictional 'Eddie and the Cruisers' fails as a serious, nostalgic film». Daily Collegian (en inglés). Consultado el 18 de diciembre de 2021.
31. ↑  Galloway (2017), p. 131
32. ↑  Maslin, Jant (16 de febrero de 1985). «Screen: 'Fear City' opens». The New York Times (en inglés). Consultado el 20 de diciembre de 2021.
33. ↑  Farley, Christopher John (24 de mayo de 1985). «Rusty Rhapsody». The Harvard Crimson (en inglés). Consultado el 21 de diciembre de 2021.
34. 1 2  Morgenstern, Hans (11 de diciembre de 2018). «Tom Berenger on the "Tough" Scene in Platoon That Still Haunts Him». Miami New Times (en inglés). Consultado el 11 de noviembre de 2021.
35. ↑  Attanasio, Paul (16 de enero de 1987). «'Platoon' (R)». The Washington Post (en inglés). Consultado el 13 de noviembre de 2021.
36. ↑  Debreceni (2013), p. 399
37. ↑  Bland, Simon (3 de enero de 2022). «Charlie Sheen on making Platoon: 'We screamed for the medic!'». The Guardian (en inglés). Consultado el 8 de enero de 2022.
38. ↑  Russel, Candice (16 de enero de 1987). «'Platoon' strong but not definitive». Sun-Sentinel (en inglés). Consultado el 14 de noviembre de 2021.
39. ↑  Davis, Fred (20 de mayo de 2020). «'Blood and Money,' Berenger have their moments». Post Register (en inglés). Consultado el 14 de noviembre de 2021.
40. 1 2 3  «Tom Berenger - Box Office». www.the-numbers.com (en inglés).
41. ↑  Leonard, John (24 de marzo de 1986). «Thieves like them». New York (en inglés). Consultado el 24 de diciembre de 2021.
42. 1 2  Robb (2006), pp. 70-71
43. 1 2 3 4  Yakir, Dan (3 de octubre de 1988). «Tom Berenger: Us Interview» (en inglés). www.tomberengeronline.com (US Magazine). Consultado el 24 de diciembre de 2021.
44. 1 2  Kempley, Rita (9 de octubre de 1987). «'Someone to Watch Over Me' (R)». The Washington Post (en inglés). Consultado el 24 de diciembre de 2021.
45. ↑  «Someone to Watch Over Me». Variety (en inglés). 31 de diciembre de 1986. Consultado el 26 de diciembre de 2021.
46. 1 2 3 4  Smith, Scott S. (agosto de 2000). «Berenger On The Brink» (en inglés). www.tomberengeronline.com (Las Vegas Magazine). Consultado el 5 de mayo de 2022.
47. ↑  Goudsouzian (2011), p. 363
48. 1 2  Topel, Fred (20 de abril de 2012). «I'm Glad I'm Done: Tom Berenger on the State of Hollywood» (en inglés). www.mandatory.com. Consultado el 22 de abril de 2022.
49. ↑  Maslin, Janet (12 de febrero de 1988). «Film: 'Shoot to Kill'». The New York Times (en inglés). Archivado desde el original el 21 de febrero de 2021. Consultado el 26 de diciembre de 2021.
50. 1 2 3  «Tom Berenger» (en inglés). www.rottentomatoes.com.
51. 1 2  Johnson, Brian D. (29 de agosto de 1988). «Hatred in the heartland». Maclean's (en inglés). Archivado desde el original el 29 de diciembre de 2021. Consultado el 29 de diciembre de 2021.
52. ↑  Kempley, Rita (26 de agosto de 1988). «'Betrayed'». The Washington Post (en inglés). Consultado el 29 de diciembre de 2021.
53. ↑  Ebert (2013), «Last Rites»
54. ↑  «Last Rites (1988)». Radio Times (en inglés).
55. ↑  Knight (2015), c. «Tootsie, Vietnam, and Wild Thing»
56. ↑  Didinger (2010), p. 292
57. ↑  «Major League». Variety (en inglés). 31 de diciembre de 1988. Consultado el 7 de enero de 2022.
58. ↑  Roeper, Richard (17 de agosto de 2019). «'Major League' is a comedy of errors — and hits». Chicago Sun-Times (en inglés). Archivado desde el original el 14 de octubre de 2021. Consultado el 7 de enero de 2022.
59. ↑  Canby, Vincent (20 de diciembre de 1989). «Review/Film; How an All-American Boy Went to War and Lost His Faith». The New York Times (en inglés). Consultado el 8 de enero de 2022.
60. ↑  Kempley, Rita (31 de marzo de 1990). «'Love at Large' gumshoe noir». The Washington Post (en inglés). Consultado el 8 de enero de 2022.
61. ↑  Lynch, Donal (17 de abril de 2015). «Aidan McArdle's long journey home». Irish Independent (en inglés). Consultado el 9 de enero de 2022.
62. ↑  Rainer, Peter (20 de diciembre de 1990). «Movie Review: "Field" Strewn With Symbolism». Los Angeles Times (en inglés). Consultado el 9 de enero de 2022.
63. ↑  Haase (2007), p. 83
64. ↑  Hicks, Chris (13 de octubre de 1991). «Early hopes for a fine film end up all 'Shattered'». Deseret News (en inglés). Consultado el 11 de enero de 2022.
65. 1 2  Russell, Candice (31 de enero de 1992). «Film rolls down familiar road into the amazon rain forest». Sun-Sentinel (en inglés). Archivado desde el original el 1 de julio de 2021. Consultado el 12 de enero de 2022.
66. ↑  Navarro, Rafael (22 de enero de 1992). «Asleep on the Heels of the Bored». Miami New Times (en inglés). Consultado el 13 de enero de 2022.
67. ↑  Levine (2001), p. 424
68. ↑  Wilmington, Michael (29 de enero de 1993). «Movie Review: 'Sniper' Is Too Quick on the Trigger». Los Angeles Times (en inglés). Consultado el 18 de enero de 2022.
69. ↑  Johnson, Malcolm (29 de enero de 1993). «Despite high tension, 'Sniper' misses». Hartford Courant (en inglés). Consultado el 18 de enero de 2022.
70. 1 2  Willistein, Paul (22 de octubre de 1993). «'Gettysburg' a victory despite it's bad hair day». The Morning Call (en inglés). Consultado el 7 de febrero de 2022.
71. ↑  Travers, Peter (9 de octubre de 1993). «Gettysburg». Rolling Stone (en inglés). Consultado el 7 de febrero de 2022.
72. ↑  Hicks, Chris (12 de octubre de 1993). «Film review: Gettysburg». Deseret News (en inglés). Consultado el 9 de febrero de 2022.
73. ↑  Bjorklund (2014), pp. 453-454
74. ↑  «Outstanding Guest Actor In A Comedy Series - 1993». www.emmys.com (en inglés).
75. 1 2  Longsdorf, Amy (21 de mayo de 1993). «Hollywood hot seat Tom Berenger tries to stay neutral in 'Sliver' controversy». The Morning Call (en inglés). Consultado el 15 de noviembre de 2021.
76. ↑  Eszterhas (2013), p. 313
77. ↑  Martínez Torres, Augusto (6 de septiembre de 1993). «Festival Sharon Stone». El País. Consultado el 15 de noviembre de 2021.
78. ↑  Hurlburt, Roger (25 de mayo de 1993). «Bad characters, chatter kill the thrill of sexy 'Sliver'». Sun-Sentinel (en inglés). Consultado el 15 de noviembre de 2021.
79. ↑  Meyer, Jeff (8 de febrero de 1994). «'Indecent Proposal' and 'Sliver' Lead Raspberry Nominations With AM-Oscar Nominations» (en inglés). apnews.com. Consultado el 15 de noviembre de 2021.
80. ↑  «What's new on video». Tampa Bay Times (en inglés). 5 de agosto de 1994. Consultado el 16 de febrero de 2022.
81. ↑  Thomas, Kevin (25 de abril de 1994). «Movie Review: 'Chasers' Hits the Road for Naval Comedy». Los Angeles Times (en inglés). Consultado el 19 de febrero de 2022.
82. ↑  Kempley, Rita (26 de abril de 1994). «'Chasers'». The Washington Post (en inglés). Consultado el 19 de febrero de 2022.
83. ↑  Rea, Steven (13 de septiembre de 19956). «Director thinks 'small'--to the tune of $25 million». Chicago Tribune (en inglés). Consultado el 20 de febrero de 2022.
84. ↑  Persall, Steve (8 de septiembre de 1995). «Quick, somebody call the pound». Tampa Bay Times (en inglés). Consultado el 21 de febrero de 2022.
85. ↑  Canton, Maj. «Body Language». Radio Times (en inglés).
86. ↑  Brennan, Patricia (22 de enero de 1995). «Berenger produces, stars in TNT's mormon saga». The Washington Post (en inglés). Consultado el 22 de febrero de 2022.
87. ↑  Thomas, William (31 de diciembre de 1994). «The Avenging Angel Review». Empire (en inglés). Consultado el 26 de febrero de 2022.
88. ↑  Scott, Tony (19 de enero de 1995). «The Avenging Angel». Variety (en inglés). Consultado el 26 de febrero de 2022.
89. ↑  Ebert, Roger (19 de abril de 1996). «The Substitute» (en inglés). www.rogerebert.com. Consultado el 13 de marzo de 2022.
90. ↑  Thomas, William (11 de julio de 1996). «The Substitute Review». Empire (en inglés). Consultado el 13 de marzo de 2022.
91. ↑  «An Occasional Hell Reviews». TV Guide (en inglés).
92. ↑  Leotta (2018), p. 31
93. ↑  Bianco, Robert (20 de julio de 1997). «"Rider" rallies from rough start». Tampa Bay Times (en inglés). Consultado el 13 de marzo de 2022.
94. ↑  «Sexo, mentiras y codicia». La Nación. 21 de enero de 1999. Consultado el 14 de marzo de 2022.
95. ↑  Bailey, Keith. «Shadow of Doubt (1998)». Radio Times (en inglés).
96. ↑  Aldridge, Dave. «A Murder of Crows». Radio Times (en inglés).
97. ↑  O'Hanlon, Ray (16 de febrero de 2011). «Verbal volleys fly over San Patricio movie». The Irish Echo (en inglés). Consultado el 21 de abril de 2022.
98. ↑  Niemi (2013), pp. 21-22
99. ↑  Loeb, Vernon (14 de octubre de 1999). «The CIA's Operation Hollywood». The Washington Post (en inglés). Consultado el 22 de abril de 2022.
100. ↑  Berry, Joanna. «In the Company of Spies». Radio Times (en inglés).
101. ↑  Ferguson, John. «Diplomatic Siege». Radio Times (en inglés).
102. ↑  «Un vuelo que vuela bajo». Clarín (en inglés). 17 de febrero de 2000. Consultado el 25 de abril de 2022.
103. 1 2  «Films & TV» (en inglés). tomberengeronline.com.
104. ↑  Ferguson, John. «Cutaway». Radio Times (en inglés).
105. ↑  Bennett, Thom (26 de febrero de 2001). «Hackers 2: The Takedown Conspiracy» (en inglés). filmthreat.com. Consultado el 30 de abril de 2022.
106. ↑  Leydon, Joe (7 de diciembre de 2004). «Track Down». Variety (en inglés). Consultado el 30 de abril de 2022.
107. ↑  Clinton, Paul (4 de octubre de 2001). «Review: 'Training Day' a course worth taking» (en inglés). edition.cnn.com. Consultado el 5 de mayo de 2022.
108. ↑  «Premios Óscar 2002» (en inglés). www.oscars.org.
109. ↑  «La mafia opera en Nueva York». Clarín (en inglés). 1 de marzo de 2002. Consultado el 6 de mayo de 2022.
110. ↑  Knight (2015), «Epilogue»
111. ↑  Roberts (2009), p. 389
112. ↑  Byrne (2019), p. 244
113. ↑  «Dos películas al precio de una». Clarín (en inglés). 7 de marzo de 2002. Consultado el 17 de junio de 2022.
114. ↑  «Eye See You» (en inglés). www.boxofficemojo.com.
115. ↑  «KU grad faced obstacles filming 'Junction Boys'» (en inglés). www.lawrence.com. 17 de diciembre de 2002. Consultado el 18 de junio de 2022.
116. ↑  Nason, Pat (13 de diciembre de 2002). «Feature: Berenger takes on 'Bear'». www.upi.com. Consultado el 18 de junio de 2022.
117. ↑  Sherman, Ed (14 de diciembre de 2002). «'Junction Boys' a Bear-able film». Star-News (en inglés). Consultado el 18 de junio de 2022.
118. ↑  Weinberg, Scott (5 de marzo de 2004). «Sniper 2» (en inglés). www.efilmcritic.com. Archivado desde el original el 7 de agosto de 2021. Consultado el 19 de junio de 2022.
119. 1 2 3  Lilley, Kevin (20 de mayo de 2017). «Tom Berenger talks 'Platoon,' 'Sniper' and more military movies in advance of GI Film Festival» (en inglés). www.militarytimes.com. Consultado el 28 de febrero de 2022.
120. ↑  Sachs, Mark (28 de abril de 2003). «From car chase to credits, 'Third Watch' is taut drama». Los Angeles Times (en inglés). Consultado el 21 de octubre de 2022.
121. ↑  Sieff, Martin (14 de septiembre de 2003). «'Peacemakers' revives the TV Western» (en inglés). www.upi.com. Consultado el 21 de octubre de 2022.
122. ↑  Stasi, Linda (30 de julio de 2003). «'Gunsmoke' meets 'CSI'». New York Post (en inglés). Consultado el 21 de octubre de 2022.
123. ↑  Umstead, R. Thomas (6 de noviembre de 2003). «USA Cancels Peacemakers» (en inglés). www.nexttv.com. Consultado el 21 de octubre de 2022.
124. ↑  «Rod Lurie's Capital City Being Developed for the CW» (en inglés). movieweb.com. 13 de octubre de 2006. Consultado el 21 de octubre de 2022.
125. ↑  Welsh, James (16 de octubre de 2006). «The CW looks to redevelop 'Capital City'». Digital Spy (en inglés). Consultado el 21 de octubre de 2022.
126. 1 2  Freer, Sloan. «Sniper 3 (2004)». Radio Times (en inglés).
127. ↑  Robinson, Jeffrey (5 de noviembre de 2004). «Sniper 3» (en inglés). www.dvdtalk.com. Consultado el 22 de octubre de 2022.
128. ↑  McKenzie, Paige (mayo-junio de 2005). «TNT takes us Into the West». American Cowboy (en inglés). pp. 23-26. Consultado el 24 de octubre de 2022.
129. ↑  Devlin, Frank (10 de junio de 2005). «Spielberg's "West' is painstakingly accurate». The Morning Call (en inglés). Consultado el 24 de octubre de 2022.
130. ↑  «Noble intentions can't save Spielberg's "Into the West"». The Seattle Times (en inglés). 10 de junio de 2005. Consultado el 25 de octubre de 2022.
131. ↑  «Into the West» (en inglés). www.rottentomatoes.com.
132. ↑  Terrace (2021), p. 95
133. ↑  Fulton, Rick (20 de abril de 2007). «Nightmares and Dreamscapes: From the Stories of Stephen King». Daily Record (en inglés). Consultado el 26 de marzo de 2023.
134. ↑  «Film Review: Capsule Reviews». Charleston City Paper (en inglés). 11 de abril de 2007. Consultado el 26 de marzo de 2023.
135. ↑  Lyons, Nick (23 de octubre de 2007). «The Christmas Miracle of Jonathan Toomey» (en inglés). www.dvdtalk.com. Consultado el 27 de marzo de 2023.
136. ↑  Williams (2005), p. 148
137. 1 2 3  «Berenger Up to Bat» (en inglés). www.tomberengeronline.com (Elle). mayo de 1989. Consultado el 5 de marzo de 2022 de 2022.
138. ↑  Davis, Chcuk (15 de marzo de 1990). «Actor Tom Berenger Says Make "Love", Not War». The Oklahoman (en inglés). Consultado el 28 de febrero de 2022.
139. ↑  Rodríguez, Pedro (30 de octubre de 2012). «Tom Berenger: «Sin conflicto, no ocurre nada»» (en inglés). www.abc.es. Consultado el 22 de abril de 2022.
140. ↑  Lasky, David Jay (7 de agosto de 2000). «Golden Boot Awards honors Westerners». Varity (en inglés). Consultado el 14 de marzo de 2022.
141. 1 2 3 4  Butler, Robert Olen (abril de 1990). «Peeping at Tom» (en inglés). www.tomberengeronline.com (Fame). Consultado el 28 de febrero de 2022.
142. ↑  Fearon, Peter (12 de febrero de 2001). «Tom & Nicole split a question of faith; ex-scientology moms: she's right to rescue her children». New York Post (en inglés). Consultado el 28 de febrero de 2022.
143. 1 2  Sumner, Jane (7 de noviembre de 1998). «Tom Berenger 'Chills' out in adopted city» (en inglés). www.tomberengeronline.com (The Dallas Morning News). Consultado el 1 de marzo de 2022.
144. ↑  «Actor Tom Berenger suing Beaufort attorney» (en inglés). www.live5news.com. 16 de enero de 2012. Consultado el 28 de febrero de 2022.
145. ↑  «Tom Berenger helps his alma mater». Deseret News (en inglés). 8 de julio de 1988. Consultado el 14 de enero de 2022.
146. ↑  «The 59th Academy Awards. 1987». oscars.org (en inglés). Academia de Artes y Ciencias Cinematográficas. Consultado el 24 de agosto de 2019.